# Iváncsa
Iváncsa è un comune dell'Ungheria di 2.932 abitanti (dati 2001). È situato nella contea di Fejér.